# Linia kolejowa Magdeburg – Leipzig
Linia kolejowa Magdeburg – Leipzig – dwutorowa, zelektryfikowana linia kolejowa, położona w niemieckich krajach związkowych Saksonia-Anhalt i Saksonia. Łączy Magdeburg przez Köthen (Anhalt), Halle z Lipskiem. Linia ma długość 119,2 km i jest przystosowana do prędkości 160 km/h.